# Déclaration d'indépendance de la Catalogne
Pour un article plus général, voir Déclaration d'indépendance.
Cet article concerne l'État déclaré symboliquement en 2017. Pour les États proclamés de 1641 à 1934, voir République catalane.
La déclaration d’indépendance de la Catalogne est un texte politique dans lequel la Catalogne est déclarée symboliquement indépendante en tant que « République catalane » souveraine de droit, démocratique et sociale. La déclaration prévoit également l’entrée en vigueur de la loi de transition juridique et constitutive de la République et le début du processus « constitutif, démocratique, citoyen, transversal, participatif et contraignant ». Le document a été signé par la majorité indépendantiste du Parlement de Catalogne le 10 octobre 2017, après le « oui » à l’indépendance majoritaire lors du référendum sur l’indépendance de la Catalogne tenu le 1er du même mois, lequel a été déclaré dès le départ illégal par le gouvernement espagnol. 
Carles Puigdemont indique « suspendre » celle-ci immédiatement après sa signature dans l’attente d’un dialogue avec le gouvernement espagnol. Elle est déclarée le 27 octobre par une majorité (70 sur 135) de députés du Parlement de Catalogne, mais le gouvernement espagnol répond instantanément avec l’article 155 de la constitution, mettant la Catalogne sous tutelle, destituant le parlement et son président et lançant des élections régionales pour le 21 décembre 2017. Les dirigeants responsables du référendum, jugé « illégal », et de la proclamation d’indépendance sont accusés par la justice espagnole de « rébellion, sédition, détournement de fonds publics et désobéissance à l’autorité », plusieurs d'entre-eux sont incarcérés en Espagne tandis que le président destitué Carles Puigdemont se réfugie en Belgique. Dans un premier temps la justice espagnole demande son extradition, puis y renonce par crainte que la justice belge réfute les principaux motifs d’inculpation (notamment la sédition, la rébellion et même la malversation dans ce cas). Après l'arrestation de Carles Puigdemont en Allemagne en avril 2018, la justice allemande accepte l'accusation de « détournements de fonds publics » sur la base des frais potentiellement engagés par le referendum mais rejette catégoriquement l'extradition pour « rébellion »,,. Le juge espagnol lève à partir de là le mandat d'arrêt européen pesant sur tous les politiques catalans résidant en Allemagne, en Belgique, en Suisse et en Écosse.
En octobre 2019, neuf des douze dirigeants catalans jugés en Espagne sont condamnés pour sédition et malversation de fonds à des peines allant de neuf à treize ans de prison ferme,,.
La déclaration unilatérale d’indépendance de la Catalogne, en 2017, a relancé le débat international du droit des peuples à disposer d'eux-mêmes,,,,.

## Origines

### 2011-2012: l’accord fiscal
À la suite de son élection en 2010 au poste de président de la Généralité de Catalogne, Artur Mas s’engage à négocier un nouvel accord fiscal avec le gouvernement d’Espagne, ayant pour but de trouver une solution similaire au Pays basque. Celui-ci bénéficie en effet de taxes réduites depuis 1981 (sur la base des privilèges du régime foral de l'ancien régime espagnol)  .  
Artur Mas appelle les Catalans à manifester le 11 septembre 2012 pour demander un nouveau régime fiscal. 
Le 20 septembre 2012, Mariano Rajoy, président du gouvernement d'Espagne, refuse les demandes d’un statut fiscal spécial pour la Catalogne, s’appuyant sur la Constitution espagnole de 1978 qui refuse ces privilèges.

### 2013-2014: le droit de décider
Le 11 septembre 2013, les Catalans indépendantistes décident de manifester en faveur d’un référendum et organisent une chaîne humaine d’un million et demi de volontaires entre la frontière française et le delta de l'Èbre. 
Trois mois plus tard, les partis politiques catalans décident d’organiser un référendum pour l’indépendance catalane le 9 novembre 2014, si le gouvernement espagnol l’autorise. Les votes seraient basés sur deux questions : 
1. « Voulez-vous que la Catalogne devienne un État ? »
2. « Si oui, voulez-vous que la Catalogne devienne un État indépendant? »

Cependant, le gouvernement rejette cette demande déclarant que ce référendum serait anticonstitutionnel. Le président de la Généralité, Artur Mas, décide d’ignorer les ordres du gouvernement espagnol et signe un décret autorisant le référendum du 9 novembre. 
Le gouvernement de Catalogne décide de procéder au référendum mais comme vote non officiel organisé par 20 000 volontaires.

### 9 novembre 2014: le référendum
Lors du vote sur l'avenir politique de la Catalogne de 2014, des milliers de Catalans s'expriment le 9 novembre. Cette consultation a pu avoir lieu grâce à la stratégie non-conflictuelle adoptée par le gouvernement espagnol. 
L’annonce des résultats réalisée le soir même indique que 2,3 millions de Catalans ont voté (35 % des citoyens catalans) et 1,8 million ont voté en faveur d’un État indépendant de Catalogne. 
Artur Mas remercie les participants et se déclare « le seul et unique responsable de ce succès ». 
Quelques jours plus tard, le président catalan révèle son plan d’action pour obtenir l’indépendance catalane : 
- une élection régionale dans les mois à venir ;
- commencer les négociations avec le gouvernement d’Espagne, l’Union européenne et la communauté internationale dans les 18 mois à venir ;
- de nouvelles élections régionales en 2016 pour un nouvel État ;
- un référendum constitutionnel.

### 27 septembre 2015: élections régionales
Au début de 2015, Artur Mas annonce des élections régionales pour le 27 septembre. 
Juillet 2015, plusieurs partis catalans s’unissent pour former un nouveau parti : Junts Pel Si (Ensemble pour le oui). 
Les élections du 27 septembre donnent une majorité parlementaire aux partis indépendantistes (72 sièges) et 47,74 % des votes. 
Cependant, Artur Mas n’est pas réélu et Carles Puigdemont prend la tête de la Généralité en janvier 2016.

### Puigdemont et le nouveau référendum

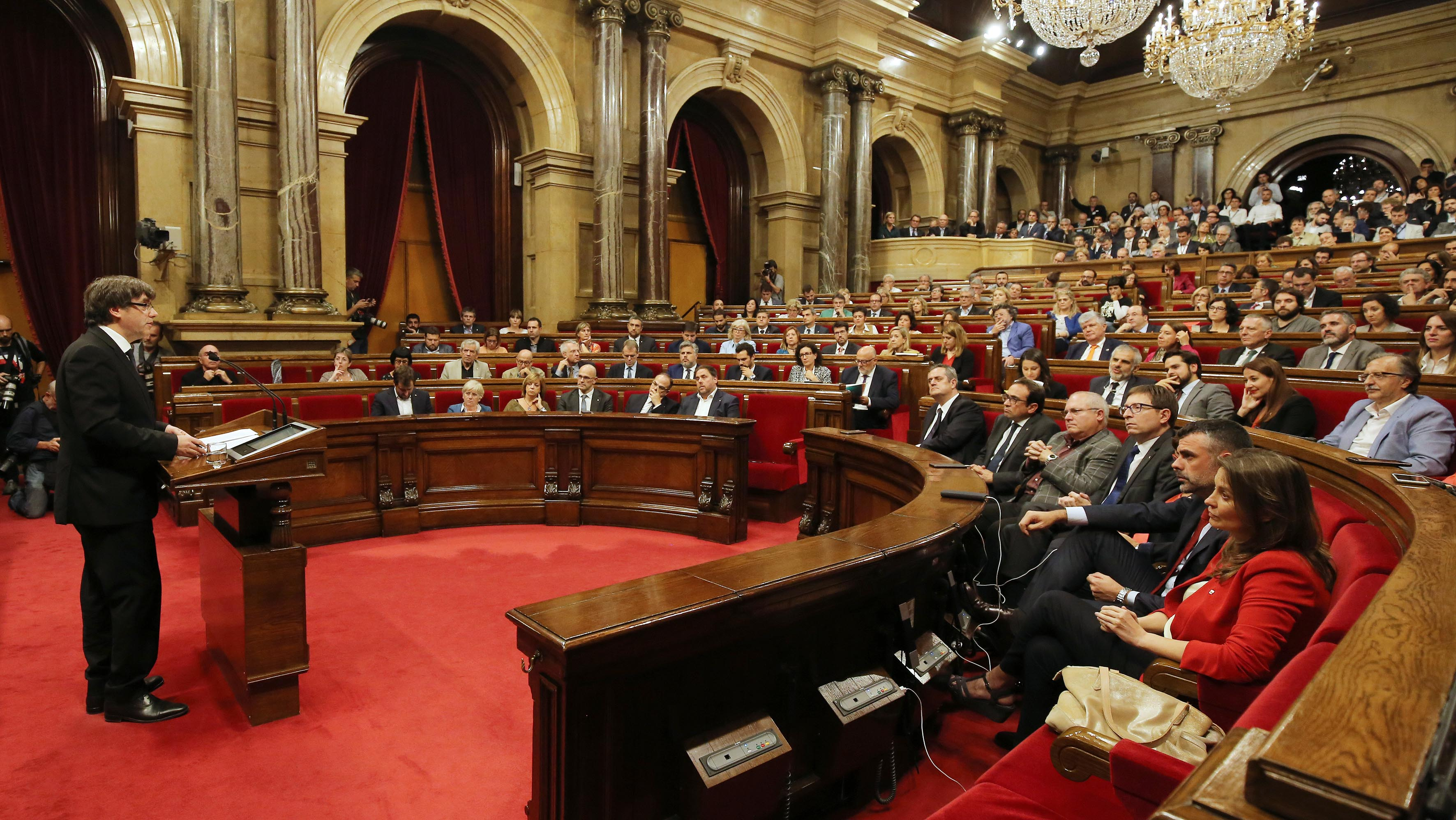
Carles Puigdemont devant le Parlement de Catalogne le 10 octobre 2017.

Le 28 septembre 2016, le nouveau président annonce l’organisation d’un nouveau référendum pour le 1er octobre 2017, quel que soit l’avis du gouvernement espagnol.
Malgré le faible taux de participation (42 %) mais un accord à 90 % des votants, le 10 octobre 2017 Carles Puigdemont déclare l’indépendance de la Catalogne. Quelques minutes plus tard il indique qu’il la suspend en précisant que : « Le gouvernement de Catalogne tend la main au dialogue ».

Le 27 octobre 2017, la Catalogne engage un « processus constituant » pour se séparer de l’Espagne, proclamant symboliquement l’indépendance de « la République catalane, comme État indépendant et souverain de droit, démocratique et social », qui doit défendre une nation « dont la langue et la culture ont plus de mille ans » et qui « durant des siècles a eu ses propres institutions ». Cette déclaration d’indépendance est suivie de quelques minutes plus tard par un vote du Sénat espagnol autorisant la mise sous tutelle de la Catalogne en vertu de l’article 155 de la constitution. Il prononce le lendemain la destitution du président de la Généralité, de son gouvernement, et le ministre de l’Intérieur relève de leurs fonctions les principaux dirigeants des Mossos d'Esquadra. Chaque ministère se trouve chargé d’exercer les compétences correspondantes des différents départements catalans. À cet égard, Rajoy délègue à la vice-présidente du gouvernement Soraya Sáenz de Santamaría les compétences et fonctions de la présidence de la Généralité, qui lui revenaient initialement.

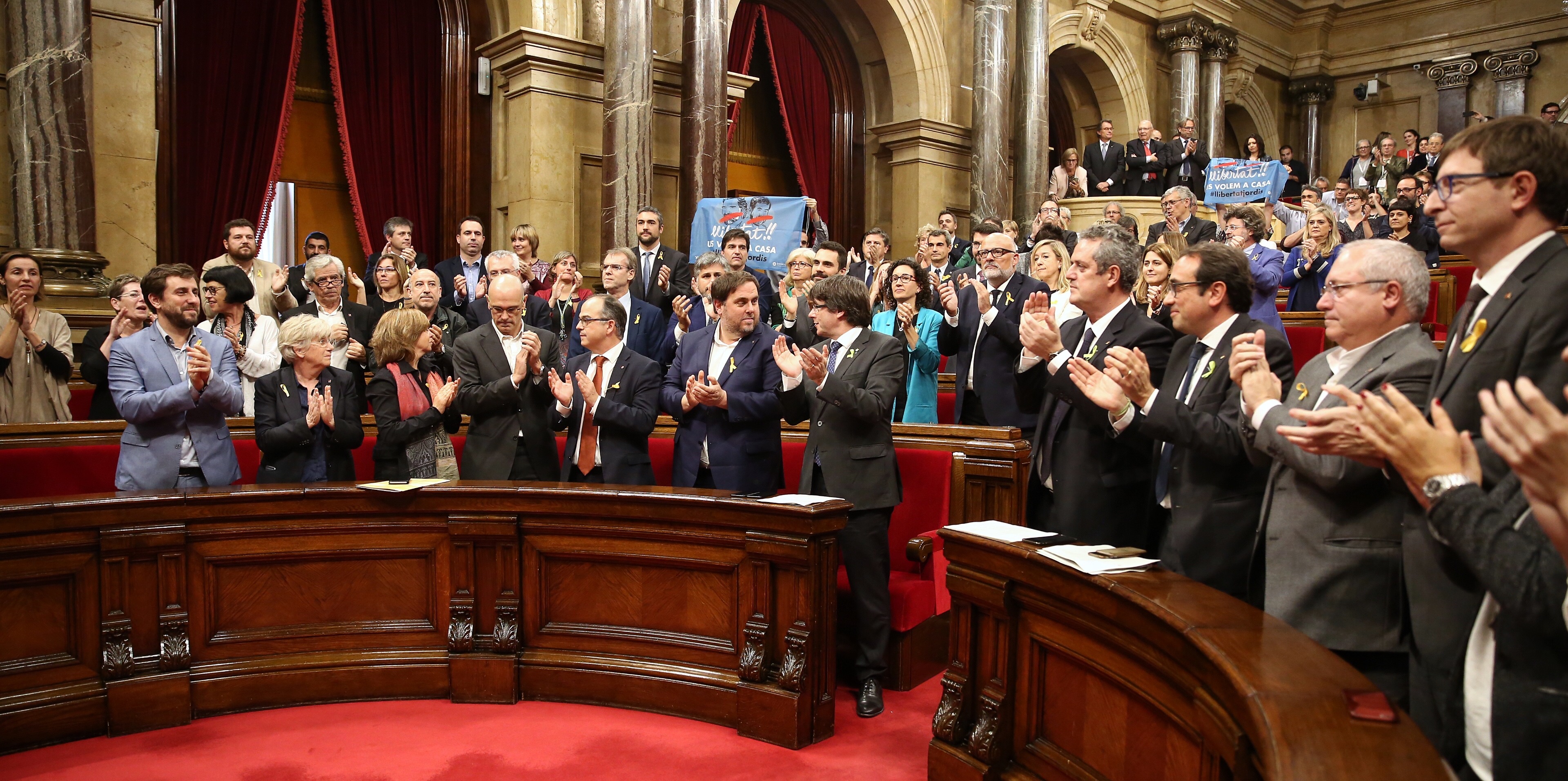
Parlementaires catalans après le vote sur la déclaration d’indépendance de la Catalogne.

De son côté, Carles Puigdemont, le président du gouvernement catalan, refuse d’accepter sa destitution par le gouvernement espagnol et appelle à s’opposer démocratiquement à la prise de contrôle directe de la communauté autonome par l’administration centrale.
Le 21 décembre 2017, lors des élections convoquées par Mariano Rajoy, les partis indépendantistes obtiennent la majorité absolue des sièges aux Parlement de Catalogne mais remportant 47,7% de voix pour une participation de 79,09%.

## Transfert de sièges sociaux d'entreprises
Après la tenue du référendum le 1er octobre et l'annonce par le gouvernement de la généralité de Catalogne dans les jours suivants de l'application du résultat et de la proclamation de l'indépendance, les hommes d'affaires catalans ont exprimé leur "plus grande inquiétude" et ont mis en garde contre les graves conséquences économiques d'une déclaration unilatérale d'indépendance, "qui plongerait le pays dans une situation extraordinairement complexe aux conséquences inconnues mais, en tout état de cause, très graves". Le secteur hôtelier a également mis en garde contre la forte baisse des réservations de chambres due au processus d'indépendance.
Quelques jours plus tard, dès le 4 octobre, les principales banques basées en Catalogne décident de déplacer leur siège hors de la région afin d'éviter la fuite des dépôts en raison de l'incertitude juridique qu'une déclaration d'indépendance créerait. La déclaration d'indépendance faite par Carles Puigdemont le 10 octobre, malgré l'absence d'effets juridiques, provoque un  déplacement massif de sièges sociaux d'entreprises hors de Catalogne. De la même manière, dès le lendemain de la déclaration d'indépendance, le Château de Montsoreau - musée d'Art contemporain annonce qu'il rapatrie sa collection d'œuvres d'Art & Language jusqu'alors déposée au Musée d'art contemporain de Barcelone (MACBA) depuis 2010,. La crainte s'étend ensuite également aux PME et aux épargnants, qui en raison de l'incertitude décident de transférer et déposer leurs avoirs dans des bureaux de banque en dehors de la Catalogne.

## Validité juridique

### Au regard du droit interne
Dans une étude détaillée de 2016 sur le droit constitutionnel espagnol, Mercè Corretja Torrens, professeur de droit et spécialiste des compétences territoriales à l’université de Barcelone nuançait  ce propos[Lequel ?] en affirmant qu’un référendum d’autodétermination pouvait concerner la seule Généralité de Catalogne « dans la mesure où la Constitution de 1978 autorise les référendums locaux, réglementés dans la loi 7/1985 du 2 avril, des bases du régime local ». Pour elle, cette option a été largement renforcée par l’arrêt 42/2014 du Tribunal constitutionnel espagnol, qui validait en 2014 « le droit à décider » et imposait « au Parlement espagnol de prendre en compte toute proposition en ce sens de l’assemblée législative d’une communauté autonome, avec obligation de négocier les propositions de modification de l’ordre constitutionnel établi ». Plusieurs auteurs ont expliqué que cette voie légale aurait été « plus pertinente ».
Le 28 octobre 2017, le quotidien espagnol de gauche Público publie une analyse selon laquelle le Parlement de Catalogne n’aurait pas formellement voté l’indépendance. Selon le journal, lors de la séance du 27 octobre, la présidente du Parlement, Carme Forcadell, a pris soin de bien préciser que les députés allaient se prononcer sur « la partie des dispositions » de la résolution soumise à examen, et dont l’exposé des motifs reprenait la déclaration d’indépendance signée — mais jamais votée — le 10 octobre. Ainsi, les parlementaires ont seulement approuvé une liste de mesures concrètes qu’ils souhaitent que le gouvernement adopte pour assurer l’application effective de la loi de transition juridique, mais pas la proclamation de la République catalane. En outre, la journaliste Julia Pérez précise que le texte adopté revêt la forme d’une « résolution », c’est-à-dire qui n’a qu’une valeur politique et non juridique (au même titre qu’une proclamation au public). Enfin, la résolution n’a pas été publiée au Bulletin officiel du Parlement ou au Journal officiel de la Généralité de Catalogne. Le tout conduirait à affirmer, selon les juristes consultés par la rédaction de Público, qu’il n’y a pas eu de déclaration d’indépendance.

### Au regard du droit international public
Selon Marcelo Kohen, professeur de droit international public à l’IHEID de Genève, « pour le droit international, il ne s’est rien passé [le 27 octobre 2017] à Barcelone » car « [ce droit] ne reconnait pas à la Catalogne le droit d’être indépendante ». Il juge que « les Catalans […] ont librement accepté la Constitution espagnole lors du rétablissement de la démocratie. Pour briser ce pacte, il faudrait que tous les Espagnols se prononcent ».
Pour Pierre Bodeau-Livinec, professeur de droit international public à l’université Paris-Nanterre, le cas de la Catalogne « n’est ni blanc, ni noir. […] Le droit à l’autodétermination reste un droit fondamental du droit international. […] On pourrait admettre que les Catalans forment un peuple et qu’ils ont un droit à l’autodétermination. En revanche, la façon dont s’est déroulé le référendum du 1er octobre 2017 “est très discutable juridiquement, voire très peu convaincante pour un référendum de ce type”, notamment en raison du contexte conflictuel et de la “faible participation” ». Un référendum d’autodétermination de ce type « se prépare pendant des années, avec des discussions extrêmement importantes sur la détermination du corps électoral ». Les conditions difficiles dans lesquelles s’est déroulé le référendum du 1er octobre 2017 expliquent pour Pierre Bodeau-Livinec que la déclaration d’indépendance « ne soit intervenue qu’après une validation par le Parlement catalan, comme si le référendum qui a eu lieu le 1er octobre ne suffisait pas en lui-même ».
Dans une brève étude juridique publiée par l’université libre de Bruxelles, qui confronte les points de vue des deux parties, Nabil Hajjami, maitre de conférences au centre de droit international de l’université Paris-Nanterre (CEDIN), explique que « les acteurs a priori hostiles à l’indépendance de la Catalogne construisent un discours juridique n’accordant qu’une place résiduelle au droit international public. C’est à l’aune du seul droit interne – et plus singulièrement constitutionnel – espagnol que devraient, selon ce point de vue, être appréciées la situation et les revendications de la Catalogne. Le constat s’inverse dès lors que l’on porte l’examen sur le discours juridique des partisans de l’indépendance ». D’après Nabil Hajjami, « l’hypothèse d’une déclaration unilatérale d’indépendance de la Catalogne soulève la question de la création d’État en dehors des situations où sont identifiés des peuples coloniaux, sous occupation étrangère ou soumis à des régimes racistes. Dans ces cas de figure, le droit international public observe, en principe, une posture de neutralité juridique à l’égard des déclarations d’indépendance. Il ne les autorise pas, non plus qu’il les interdit. La question de leur licéité est alors renvoyée à l’appréciation d’un autre ordre juridique, interne à l’État concerné. Chaque État est libre d’autoriser, de réglementer ou d’interdire la sécession en son sein. Les précédents en ce sens ne manquent pas et, pour se limiter à des exemples relativement récents, on peut mentionner les proclamations unilatérales d’indépendance de la République autonome de Crimée (2014), de l’État islamique (2014), de l’Azawad (2012) ou du Kosovo (2008). Les déclarations d’indépendance ne sont pas nécessairement “unilatérales” et elles peuvent résulter d’un processus de négociation avec l’État dont l’entité se sépare.  Ce fut, par exemple, le cas pour le Soudan du Sud (2011) ou le Monténégro (2006). » Du point de vue strict du droit public international, si la sécession de la Catalogne ne peut pas se réclamer du droit ou de la jurisprudence applicables « aux peuples coloniaux, sous occupation étrangère ou soumis à des régimes racistes », et si elle ne peut que difficilement se présenter comme une « sécession-remède » (applicable aux minorités opprimées), dans la mesure où elle n’est pas allée « de pair avec une violation grave d’une norme de droit international général », elle « n’est pas non plus contraire au droit international public ». Pour Nabil Hajjami, « les discours juridiques des uns et des autres se positionnent, sans véritablement se confronter, dans deux ordres juridiques distincts, l’un interne, l’autre international ». De ce constat, découle la conclusion fondamentale de sa démonstration : « partisans et opposants à l’indépendance ne peuvent, en l’état, trouver d’entente sur le terrain du droit pour la simple raison qu’ils ne parlent pas le même langage juridique ».
Pour Pierre Bodeau-Livinec, professeur de droit international public à l’université Paris-Nanterre, si l’on se fonde sur la jurisprudence du Kosovo (CIJ, 2010), appliquée à la Catalogne, « les déclarations d’indépendance ne sont pas contraires au droit international. En réalité, elles sont relativement indifférentes. Ce qui compte, c’est le fait, c’est-à-dire la création ou non d’un État. Une déclaration d’indépendance n’est rien d’autre que l’affirmation d’une prétention, la prétention de transformer une entité, en l’occurrence la Catalogne, en État. Et c’est la réalisation de cette prétention qui évidemment pose problème du point de vue du droit international. […] Les conséquences juridiques en droit international sont nulles sur la déclaration d’indépendance elle-même. C’est une question de faits : il faut un territoire, une population, un gouvernement, et comme critère distinctif, la souveraineté, c’est-à-dire l’absence de subordination à toute autre entité, et cela, ça se gagne en réalité dans les faits ». Dans cette optique, « la réaction des autres États, si elle ne crée pas l’État, est déterminante. Un État qui ne serait reconnu par aucun autre pourrait très bien répondre à tous les critères définissant un État souverain, il serait seul au monde, il serait un État autarcique, et ne serait pas un État dans le sens du droit international ».

## Réactions

### Des autorités espagnoles
Le procureur général de l’État espagnol José Manuel Maza indique le 30 octobre 2017 avoir requis auprès de l’Audience nationale la mise en accusation de Puigdemont, Oriol Junqueras et des autres conseillers destitués pour rébellion, sédition et malversation. Pour les mêmes délits, il requiert une action similaire du Tribunal suprême à l’encontre de Forcadell et certains membres du bureau du Parlement, protégés par une immunité judiciaire.

### En Catalogne
Dans une lettre adressée aux Mossos d'Esquadra juste après sa révocation, le directeur général de la police Pere Soler rend hommage « au professionnalisme » des agents, critique les procédures judiciaires affectant certains de leurs responsables et se dit convaincu qu’ils continueront d’agir dans le respect des droits et libertés « sous n’importe quel commandement ». Lui aussi destitué, le major des Mossos Josep Lluís Trapero appelle ses anciens subordonnés « à continuer d’écrire l’avenir » et à faire preuve « comme [ils l’ont] toujours fait, de loyauté et compréhension envers les décisions » des nouvelles autorités. Les Mossos retirent ensuite la protection policière accordée aux conseillers du gouvernement et maintiennent celle de Puigdemont, en sa qualité d’ancien président de la Généralité. La direction de la police ordonne par ailleurs le retrait dans les commissariats des portraits officiels des dirigeants destitués du gouvernement de la communauté autonome, en application d’une directive interne applicable à chaque changement de gouvernement.
Au matin du 30 octobre, Carles Puigdemont publie sur son compte Instagram une photo de l’intérieur du palais de la Généralité, laissant entendre qu’il y est entré malgré sa destitution, et le conseiller au Territoire et à la Durabilité Josep Rull publie sur Twitter une photo de lui dans son bureau, affirmant être au travail. L’ancien président quitte ensuite la Catalogne et se rend à Bruxelles avec une partie de son ancienne équipe exécutive. Le député indépendantiste Lluís Llach le qualifie alors de « président de la République exilé ». Quelques heures après, le Parti démocrate européen catalan (PDeCAT), dont Puigdemont est membre, et la Gauche républicaine de Catalogne (ERC), présidée par Junqueras, annoncent qu’ils ont l’intention de participer aux élections autonomiques du 21 décembre. ERC juge ce scrutin « illégitime » mais indique s’y présenter « pour défendre la République », tandis que le PDeCAT explique y postuler pour « défendre les institutions catalanes ».

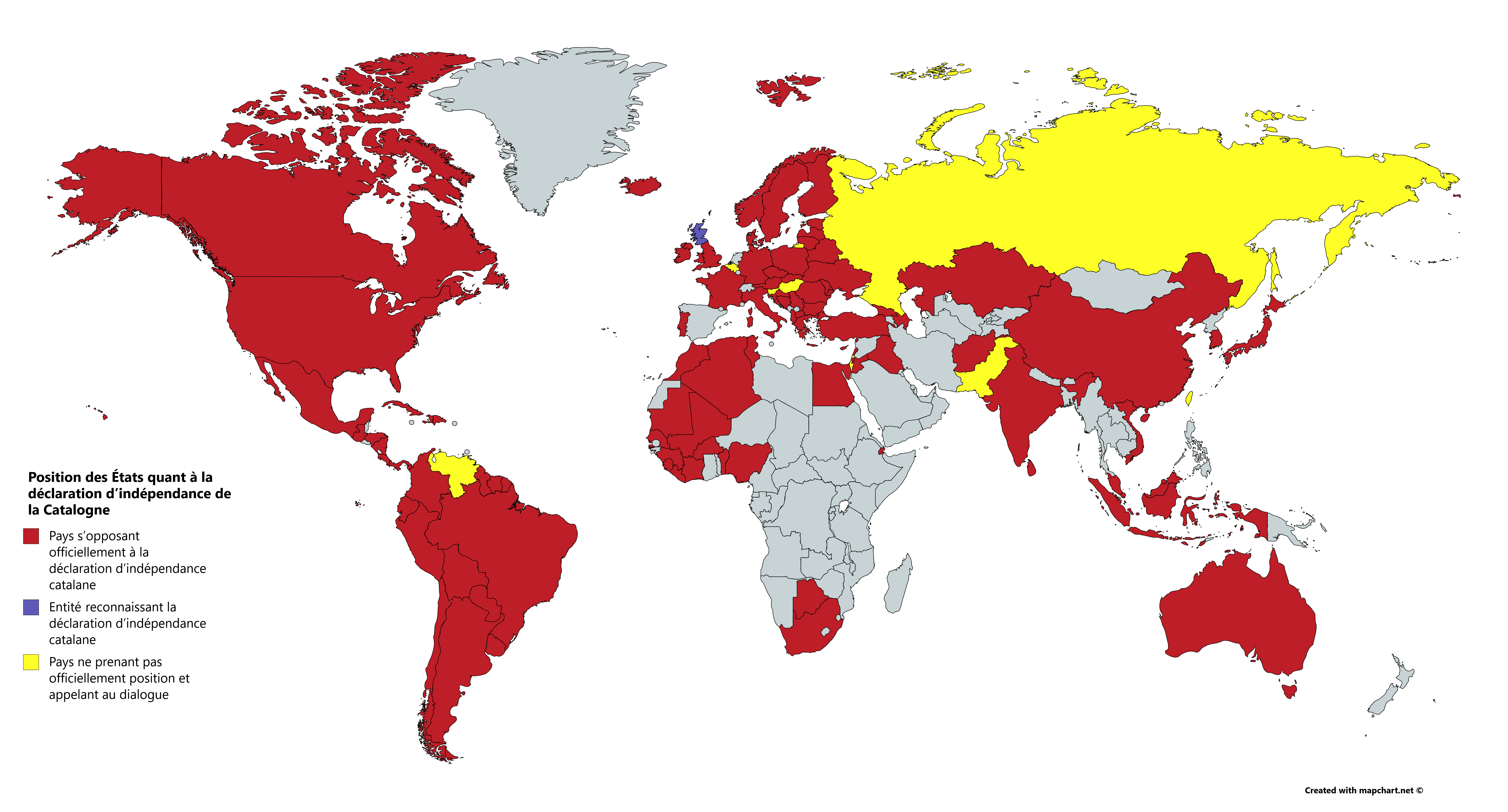
Position des États quant à la déclaration d’indépendance de la Catalogne

### De la communauté internationale
N'ayant rien à y gagner, aucun État n’a reconnu la déclaration d’indépendance catalane (les organisations internationales, quant à elles, appellent Madrid et Barcelone à trouver un consensus dans le cadre constitutionnel espagnol). En effet, si les états ont, à de nombreuses reprises, reconnu l'indépendance des territoires ultra-marins de tel ou tel pays en vue de le forcer à une décolonisation, la reconnaissance de l'indépendance d'une partie du territoire national métropolitain d'un pays est très problématique, car cette reconnaissance peut être considérée comme une violation du droit international (qui garantit la pleine intégrité territoriale d'un état souverain et le principe de non-ingérence) et comme un casus belli (il paraît donc évident que l'Espagne puisse imposer un embargo voire rompre ses relations diplomatiques avec le pays qui aurait reconnu l'indépendance d'une de ses provinces).
Toutefois, divers États non reconnus par la communauté internationale ont fait part de leur soutien à la déclaration d’indépendance catalane, à savoir l’Ossétie du Sud, l’Abkhazie et le Haut-Karabagh.
Des responsables d’entités régionales bénéficiant d’une certaine autonomie et ayant connu des processus sécessionnistes, comme Nicola Sturgeon, Première ministre d’Écosse, ou Jean-Guy Talamoni, président de l’Assemblée de Corse, ont aussi tenu à apporter leur soutien aux autorités catalanes, tandis que Philippe Couillard, Premier ministre du Québec, est resté neutre.

### Nouvelle majorité indépendantiste

Composition du Parlement après les élections de 2017.

Le 21 décembre 2017, les élections anticipées au Parlement de Catalogne confirment le statu quo ante bellum. Les trois formations favorables à l'indépendance totalisent 70 sièges sur 135, soit deux de plus que la majorité absolue et deux de moins qu'en 2015, réunissant 47,5 % des suffrages exprimés. Au sein de cet ensemble, la candidature de Carles Puigdemont Ensemble pour la Catalogne (JuntsXCat) devient la principale force avec 21,7 % des voix et 34 sièges. Cependant, Ciutadans d'Inés Arrimadas obtient 25,4 % des suffrages, soit 36 parlementaires, et devient le premier parti non-catalaniste à obtenir le plus grand groupe parlementaire. Le Parti populaire catalan subit une grave défaite avec 4 élus et moins de 5 % des exprimés. Cette déroute est suivie quelques semaines plus tard par une percée de Ciudadanos dans les enquêtes d'opinion au niveau national.
Le 17 janvier 2018, le député d'ERC Roger Torrent est élu président du Parlement après que Carme Forcadell a renoncé à un nouveau mandat. À l'issue de ses consultations avec les forces politiques, il propose le 22 janvier la candidature de Carles Puigdemont à l'investiture du Parlement les 30 et 31 janvier. Le gouvernement espagnol conteste aussitôt cette décision devant le Tribunal constitutionnel — malgré un avis défavorable du Conseil d'État qui considère que cette action ne dispose pas de fondement juridique — arguant que le candidat se trouve "en fuite". La haute juridiction admet sur le principe que Puigdemont puisse être candidat, mais à la double condition qu'il soit physiquement présent et bénéficie d'une autorisation judiciaire pour l'être, faute de quoi la session devra être suspendue. Le premier jour des débats, Torrent annonce qu'il repousse la session d'investiture, du fait de l'incapacité de Puigdemont à remplir les conditions fixées par le Tribunal tout en affirmant que ce dernier reste bien candidat à la présidence de la Généralité. Le 9 février, JuntsXCat dépose une proposition de loi modifiant la loi de la présidence et du gouvernement afin d'autoriser une investiture et une gouvernance de la Catalogne « à distance ».
Un rapport remis à Roger Torrent le même jour par le secrétaire général du Parlement estime que le délai en vue de tenir le premier scrutin du vote d'investiture est échu, mais qu'en l'absence de vote formel, le délai de deux mois à l'issue duquel des élections anticipées sont convoquées n'a pas commencé à courir. À l'occasion d'une réunion des dirigeants territoriaux du Parti populaire organisée le 12 février à Madrid, Mariano Rajoy indique que son gouvernement « analyse la situation afin de contester en justice ce qui est nécessaire », critiquant « la paralysie provoquée par les indépendantistes ». Le coordonnateur général du PP Fernando Martínez-Maíllo dénonce la posture de Ciutadans — dont la chef de file refuse de se soumettre à l'investiture par faute de soutiens suffisants — en jugeant que « le vote utile s'est transformé en victoire inutile ». 
Parallèlement, Oriol Junqueras estime lors d'une interview donnée depuis sa prison qu'une présidence exercée depuis la Belgique est inenvisageable car « il est évident que l'État ne permettra jamais qu'elle soit effective » et suggère que la secrétaire générale d'ERC Marta Rovira soit candidate à la présidence de la Généralité, déclarant que « c'est une géante, une personne en qui nous avons tous confiance ». Quelques heures plus tard, le porte-parole de la Gauche républicaine Sergi Sabrià dément que son parti envisage la candidature de Rovira et précise que « notre candidat est Puigdemont et nous n'envisageons pas d'autres options ».